# Jean de Lamps
 (septembre 2022).
Jean de Lamps, né au XVe siècle et mort le 4 décembre 1523, est un bénédictin français, trente-sixième abbé du Mont Saint-Michel, de 1513 à 1523.
Les glorieux souvenirs que la prélature de Guillaume de Lamps avait laissés dans les esprits, firent disparaître les obstacles qu’eut pu rencontrer l’élection de son frère Jean, prieur claustral du Mont Saint-Michel depuis l’année 1501.
La conduite de Jean de Lamps justifia les espérances qu’avaient fait concevoir et son nom et son caractère. À peine élevé à la chaise abbatiale, il reprit les travaux du chœur, dont il fit édifier la voûte, où furent sculptés, par ses ordres, l’écu de France, celui du Mont Saint-Michel, et ses propres armoiries. Les vitraux des fenêtres supérieures, et la toiture des monuments furent également exécutés à ses frais.
Les manoirs de Loisellière et de Brion, fondés par son frère, virent aussi se développer par ses soins leurs édifices et leurs dépendances. Il acquit le fief et la seigneurie du Bois-des-Réaux, dans la commune de Saint-Jean-des-Champs ; le fief de Saint-Martin-le-Vieux (Manche) et 100 livres de rentes foncières sur les terres de Bricqueville ; il sut faire respecter et ratifier, en 1514, les droits et prérogatives de son monastère, contestés par le bureau des traites foraines de la ville de Pontorson, et délimiter les pouvoirs des gouverneurs militaires du Mont : enfin, rien de ce qui touchait à la prospérité de son abbaye ne trouva en lui d’indifférence.
François Ier étant venu, suivi d’une cour brillante, visiter ce monastère, en 1518, il s’avança processionnellement à sa rencontre, vêtu des ornements pontificaux, et lui fit la réception la plus solennelle ; il en obtint la confirmation de tous les privilèges de sa communauté.
Ses armes étaient celles de son frère. Celles du monastère portaient d’argent chargé de coquilles Saint-Michel de sable sans nombre, au chef d’azur à trois fleurs de lys d’or. Cet écusson était celui composé par Robert Jollivet, en 1420, à l’exception du chef de roi que Louis XI lui donna en 1463.
À sa mort, il fut inhumé dans la chapelle Notre-Dame, auprès de son prédécesseur. Ses religieux voulurent lui consacrer un monument de leur reconnaissance et lui élevèrent une statue posée à genoux sur un piédestal.